# 岡田りな
岡田 りな（おかだ りな、1982年5月20日-）は、日本の元AV女優、元ストリッパーである。ファクチャライズ・エンターティメントから、インディーズへ。

## 略歴
- 2002年に宇宙企画から「楽園」でデビュー。

- その後、インディーズへ移籍。

## 出演作品
2001年
- 「Wエクスタシー 岡田りな」（2月24日、メディアステーション）
- 「太陽の破片」（5月18日、シャイ企画）
- 「サーキットレディー」（7月13日、メディアバンク）
- 宇宙企画DX 120分スペシャル8（10月24日、宇宙企画）オムニバス作品 他多数出演
- シャイDX 2002 DVD 女優編（12月26日、シャイ企画）オムニバス作品

2002年
- 「絶倫パワー 10000.00秒スペシャル」（2月22日、シャイ企画）
- 「口技リスペクト」（2月23日、メディアステーション）
- 「入れる瞬間に勝るものなし」（3月15日、MOODYZ）
- 「最高のオナニーのために 21世紀オナニー」（4月15日、MOODYZ）
- 「騎る 3」（4月19日、シャイ企画）オムニバス作品
- 「超美乳40連発 2」（4月26日、シャイ企画）
- 「いじめっ娘。」（5月15日、MOODYZ）
- 「AV虎の穴 AV女優の作り方」（6月1日、ワンズファクトリー）
- 「超-股間のアングル」（7月1日、ワンズファクトリー）
- 「TMA PICKS」（7月5日、TMA）
- 「女尻クライマックス 6」（8月9日、アリスJAPAN）オムニバス作品
- 「危ない密室 スペシャル」（10月29日、アリスJAPAN）オムニバス作品
- 「GLAY’z コスプレ4時間SPECIAL」（12月28日、GLAY'z）オムニバス作品

その他
- 「ドリームウーマンVol.2岡田りな」
- 「おっぱい1000個コレクション」（2003年5月15日、MOODYZ）
- 「ドリームウーマンベスト4時間VOL.1」（2003年11月1日）
- 「宇宙企画Memorial」（2004年5月21日、宇宙企画）
- 「VIP感謝祭」（2005年1月14日、VIP）
- 「制服レイプ」
- 「be happy」
- 「静寂の花嫁」
- 「超-股間アップの世界」
- 「マルクス兄弟/Tokyoナマ中出し」（マルクス兄弟）
- 「フェラチオBEST うさみ恭香・岡田りな・零忍」（MOODYZ）
- 「アイドルIダース《学園編》」
- 「フェラコレ2007冬SP 30人のフェラジェンヌ」
- 「ジェネレーション」
- 「Tokyoナマ中出しLove 岡田りな」
- 「壊音岡田リナ」（シャイ企画）
- 「淫美姫 岡田りな」（シャイ企画）
- 「吸いつきたいの 岡田りな」（メディアステーション）
- 「アナルファック宣言岡田りな」
- 「21世紀のリセエンヌ」（メディアステーション）
- 「プラチナFUCK 岡田りな」（メディアステーション）